# 郤雍副克里介
郤雍副克里介（学名：Parakrithe shihyungi）为荊花介科副克里介屬下的一个种。